# Oxyopes concoloratus
Oxyopes concoloratus är en spindelart som beskrevs av Roewer 1951. Oxyopes concoloratus ingår i släktet Oxyopes och familjen lospindlar.
Artens utbredningsområde är Etiopien. Inga underarter finns listade i Catalogue of Life.